# Bill Dijxhoorn
Gerard Willem „Bill“ Dijxhoorn (* 10. Juli 1879 in Rotterdam; † 16. Oktober 1937) war ein niederländischer Fußballfunktionär und -schiedsrichter.

## Sportlicher Werdegang
Dijxhoorn spielte Ende der 1890er Jahre für Enschede FC und HBS Craeyenhout. Parallel rückte er in den Vorstand des KNVB auf und war als dessen Vertreter rund um die Jahrhundertwende einer der renommiertesten Schiedsrichter im niederländischen Fußball, so dass mehrfach das Finalspiel im Wettbewerb um den KNVB-Pokal unter seiner Leitung stand. Dabei war er im Debütwettbewerb in der Spielzeit 1898/99 beim Duell zwischen RAP Amsterdam und HVV Den Haag, das Julius Hisgen mit dem einzigen Treffer im Spiel in der Verlängerung zugunsten der Amsterdamer entschied, erstmals auf dem Spielfeld. Es folgten Einsätze in den Finals um die Wettbewerbe 1903/04, 1905/06 sowie 1906/07.
Auch international kam Dijxhoorn als Schiedsrichter zum Einsatz. Am 18. April 1908 pfiff er das Aufeinandertreffen der belgischen Nationalmannschaft und einer englischen Auswahlmannschaft in Brüssel, bei dem dem Gast einen 8:2-Auswärtserfolg gelang. Dies blieb der einzige Länderspieleinsatz des Niederländers als Hauptschiedsrichter.